# Sumerpur
Sumerpur (ook wel Bharuwa Sumerpur genoemd) is een nagar panchayat (plaats) in het district Hamirpur van de Indiase staat Uttar Pradesh. 

## Demografie
Volgens de Indiase volkstelling van 2001 wonen er 24.656 mensen in Sumerpur, waarvan 54% mannelijk en 46% vrouwelijk is. De plaats heeft een alfabetiseringsgraad van 59%. 